# بويد للأندرويد
بويد (بالإنجليزية: Boid)‏ هو تطبيق تويتر مصمم خصّيصاً للأندرويد 4.0، آيس كريم ساندويتش. كباقي تطبيقات تويتر فهو يستخدم واجهة برمجة التطبيقات الخاص بتويتر ليسمح للمستخدمين أن ينفذوا الخيارات العادية كما هو متاح في موقع تويتر على الوِب. أول إطلاق بنسخة الألفا كان في الرابع من مارس 2012، وقد انتشر بشكل ملحوظ. المطورون الذي يشكلون فريق «بويد» هم: «أيدان فولستاد» (من الولايات المتحدة)، «فيل أوكلي» (من المملكة المتحدة و«غراهام ماكفي» (من المملكة المتحدة أيضا), و«فيديريكو زوباني» (من إيطاليا), بدأ المشروع مع «مايك ستيفنس» (من أستراليا)، لكنه غادر المشروع بعد أسبوع. ماحدث قبل إطلاق أول تحديث في سوق "Play" الخاص بقوقل هو أن «ايدان فولستد» بالأساس عمل لبرمجة تطبيق تويتر للآيس كريم ساندويتش. لكن قام «فيل» بالتواصل معه لينضم بذلك لفريق "Boid".عند انشائهم لهذا التطبيق كان أفراد الفريق صغار السن فجميعهم بعمر 17 سنة أو أقل. فكرة تطبيق "Boid" بدأت بفكرة «فيليب» والذي قام لاحقاً بالتواصل مع «غراهام» لمعرفة ما إذا كان مهتما بتطبيق هذا المشروع عندها قام الاثنان بعرض للانضمام للفريق على «تويتر» وحصلا على رد من قبل مايك وفيديركو، المطورون الأربعة قاموا بعمل التصاميم وأتموا الأساسيات وتم تعيين ايدان كمطور رئيسي.

## الواجهة الرسومية
تم تصميم Boid ليتناسب بشكل كامل مع الأجهزة التي تعمل بإصدار الآيس كريم ساندويتش، بحيث يكون سلسا وسهل الاستخدام. استخدم المطورون خطوط التصميم المحددة من غوغل، لذلك فإنه يتلائم مع المعايير الجديدة للأندرويد.